# Hungerford Bridge
L'Hungerford Bridge attraversa il Tamigi nella Central London ed è ubicato fra il Waterloo Bridge ed il Westminster Bridge. Esso è un ponte ferroviario realizzato in acciaio, noto anche come Charing Cross Bridge, fiancheggiato da due ponti pedonali che sono supportati dagli stessi pilastri e sono detti Golden Jubilee Bridges.
Il lato sud del ponte è vicino a Waterloo Station, County Hall, Royal Festival Hall e London Eye. Il terminale nord è nei pressi di Embankment, Charing Cross railway station, Embankment Pier e Victoria Embankment. Il ponte è accessibile mediante scale ed ascensori.

## Storia
Hungerford Bridge venne aperto nel 1845 come ponte pedonale sospeso. Nel 1859 venne acquistato da una compagnia ferroviaria per collegare la nuova Charing Cross railway station. La compagnia sostituì il ponte sospeso con una struttura di ponte ad arco in acciaio costituita da nove archi che venne inaugurata nel 1864. Le catene di sostegno del vecchio ponte vennero utilizzate per la costruzione del Clifton Suspension Bridge di Bristol.

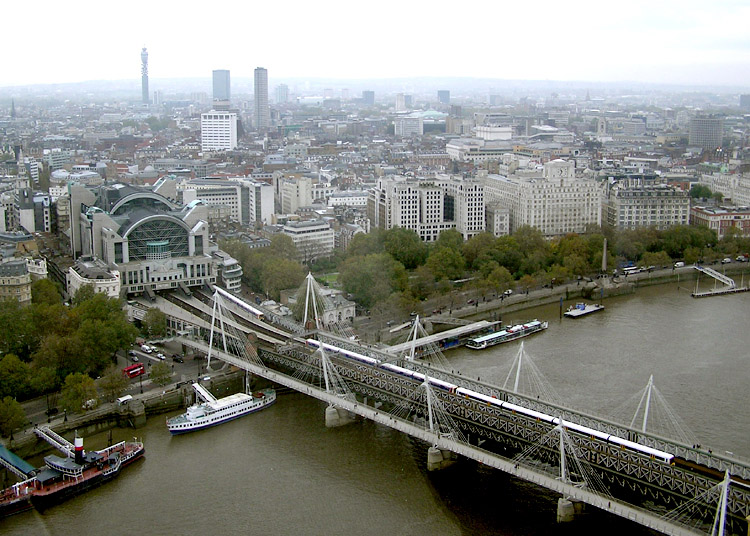
Hungerford Bridge visto dal London Eye.
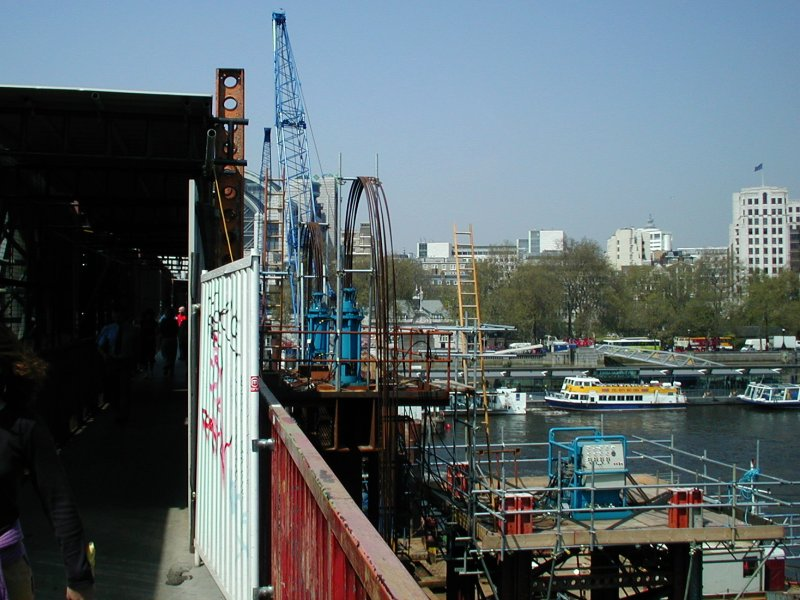
In costruzione maggio 2001
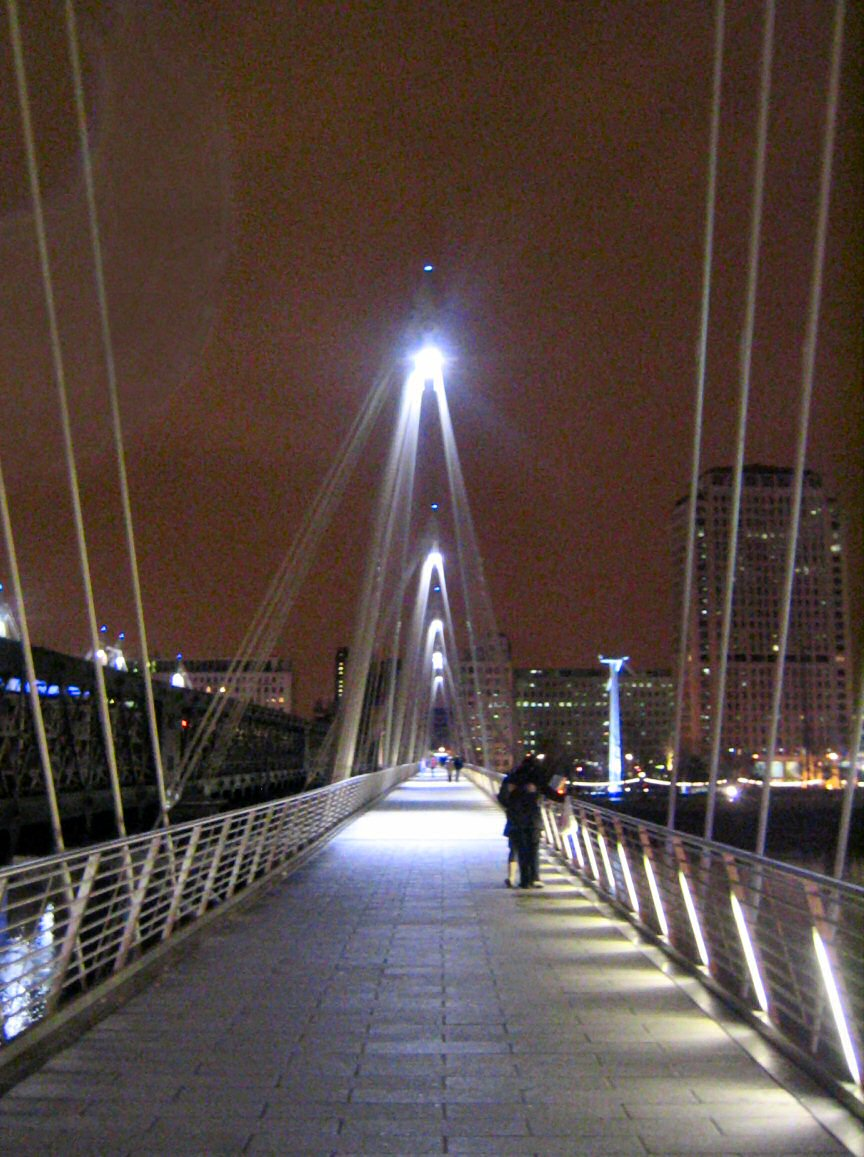
Il ponte pedonale
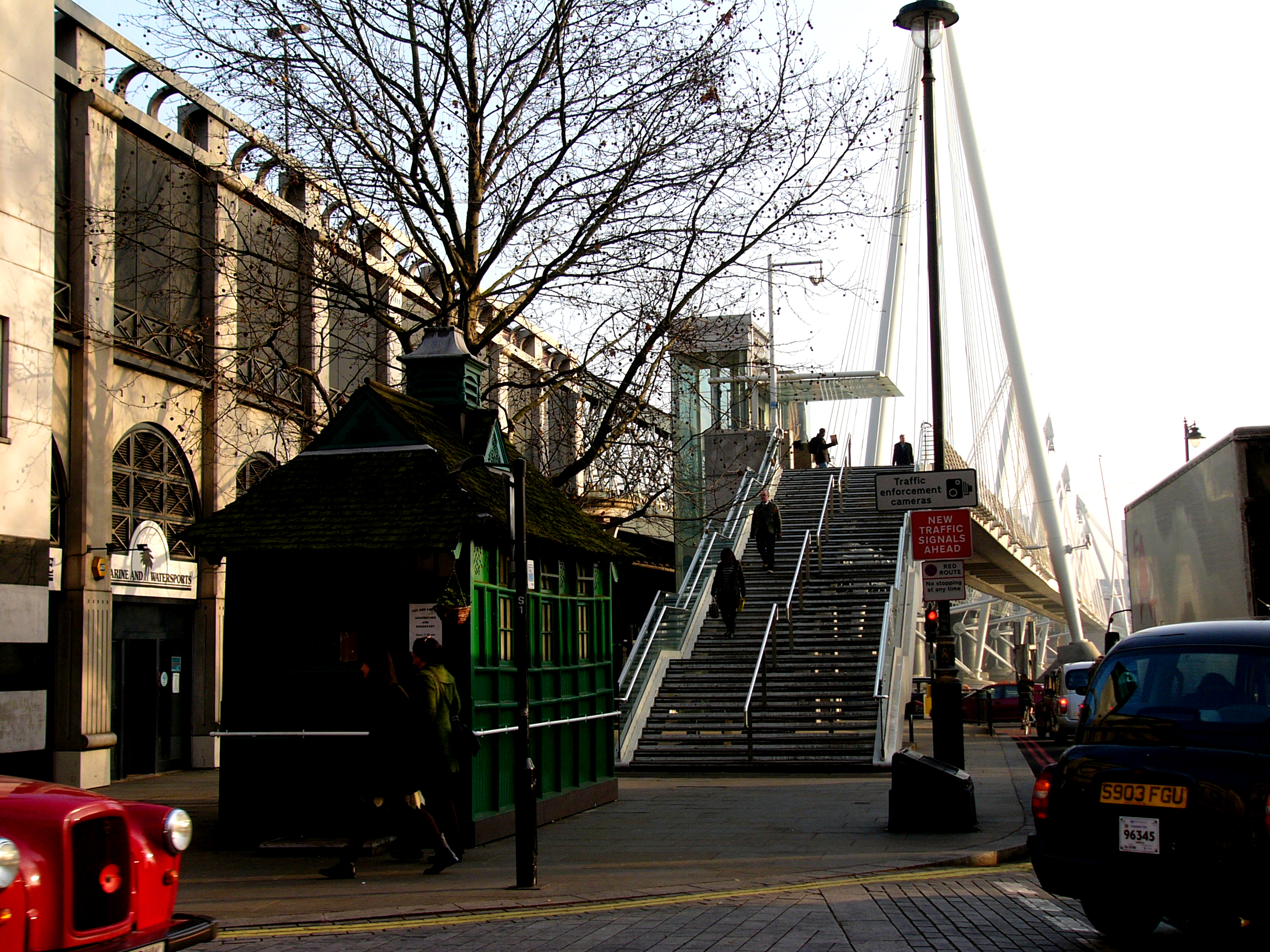
Scale di accesso al ponte